# Lía Crucet
Delia Crucet (Gerli, 8 de agosto de 1952 - Mar del Plata, 28 de noviembre de 2024), más conocida por su nombre artístico Lía Crucet, fue una cantante, modelo, vedette y actriz argentina. Es considerada por muchos como La reina de la movida tropical o la más grande de la cumbia.

## Biografía
Alentada por sus padres, comenzó su carrera artística en el teatro de revista y la televisión argentina, ámbitos en los que se desarrolló como vedette. Dio sus primeros pasos en el teatro Maipo de la ciudad de Buenos Aires. 
Compartió escenarios con cómicos y actrices del país como Jorge Corona, José Marrone, Alberto Olmedo, Jorge Porcel, Enrique Pinti, Nito Artaza, Dringue Farías, Adolfo Stray, Ethel Rojo, Moria Casán, Naanim Timoyko, Vicente Rubino, Tristán y Patricia Dal, entre otros. Su primera participación en un show televisivo donde participaban Vedettes, fue en el programa Sábados de la Bondad que conducía Leonardo Simons (1987). Exhibió su cuerpo con microtangas en varias películas picarescas argentinas de los años 1980 y en programas de Moria Casán, donde se ganó el mote de "La Tetamanti". Se volvió muy conocida por sus escapes de senos y el mover de sus caderas.
Hacia fines de los años 80 ―siendo ya una figura conocida del teatro y la televisión―, comenzó su carrera como cantante. Eligió el  ritmo tropical, música bailantera y la cumbia. La discográfica Leader Music le dio la oportunidad para lanzar su carrera. Hizo su debut con su primer disco llamado Yo no soy abusadora. Su segundo álbum La Movidita la consagró como la número uno de la movida tropical, con sus canciones más conocidas «La güera Salomé» y «Qué bello». En su carrera luego haría otros diez discos. Grabó además un comercial con la música de una de sus canciones más populares, «Qué voy a hacer con el calor», para la Coca Cola.
Fue entrevistada y participó de reconocidos programas como Almorzando con Mirtha Legrand, Susana Giménez, Peor es nada y Videomatch, entre otros. En 2006, integró el elenco de ¿De quién es el portaligas?, largometraje producido y dirigido por el músico y cineasta argentino Fito Páez, estrenado el 17 de septiembre de 2007 en la ciudad de Rosario.
Asimismo, Lía fue una artista muy querida por la comunidad LGBT. En ese sentido, la cantante realizó varias presentaciones en la reconocida disco Amerika y en la emblemática Fiesta Plop de Buenos Aires. También, en sus apariciones televisivas, en programas como Pasión de Sábado, el de Mirtha Legrand o Susana Giménez, tuvo excelentes niveles de audiencia.

### Enfermedad y muerte
A mediados de 2012, sus médicos le diagnosticaron cáncer de útero debido a lo cual se sometió a un tratamiento para recuperar su salud. 
El 28 de noviembre de 2024, falleció a los 72 años en un hospital de Mar del Plata, provincia de Buenos Aires, donde se hallaba internada a causa de un cáncer broncopulmonar.

## Discografía
Álbum de estudio
- 1988: Yo no soy abusadora (Leader Music)
- 1990: La movidita (Leader Music)
- 1991: Noche fantástica (Leader Music)
- 1992: Ídola (Leader Music)
- 1993: Una miradita (Leader Music)
- 1995: Tentadora (Leader Music)
- 1996: La más grande (Leader Music)
- 1997: Universal (Leader Music)
- 1999: Los colores del amor (Leader Music)
- 2000: Amor de medianoche (Magenta)
- 2006: Pura sabrosura (de la buena estrella)

### Compilados
- 1992: Grandes éxitos (Compilado) (Leader Music)
- 1995: Discos de Oro (Compilado) (Leader Music)
- 1996: La movidita: Remixes: Limited Edition (Glac Records)
- 1999: Dos álbumes en un CD (Compilado) (Leader Music)
- 2000: Dos álbumes en un CD (Compilado) (Leader Music)
- 2003: Grandes éxitos (Compilado) (Leader Music)
- 2005: 42 Grandes éxitos: Enganchados (Compilado) (Leader Music)
- 2006: Lia Crucet & Gladys (Magenta)
- 2007: Veinte grandes éxitos (Compilado) (Leader Music)

### Otros discos
- 1993: Gigantes, varios intérpretes
- 1995: El remixero "95, varios intérpretes
- 1996: Majestuoso vol. 5 , varios intérpretes
- 1997: La movida tropical (de revista Tele Clic), varios intérpretes
- 1997: El Remixero ’97, varios intérpretes
- 1998: Jingles Coca-Cola 98-99, varios intérpretes
- 1999: Tropi mix mega artistas remixados, varios intérpretes
- 1999: 10 años la movida tropical, varios intérpretes
- 2001: Tributo a Leo Dan (Magenta), varios intérpretes
- 2009: Fiesta inolvidalble (Leader Music), varios intérpretes

## Videografía
- 1988: Qué hago yo para agarrarlo
- 1988: Yo no soy abusadora
- 1990: Qué bello
- 1991: En tu pelo
- 1996: La camisa colorada
- 1997: El tacuta
- 1999: Canalla
- 1999: Los colores del amor

## Filmografía
- 1988: Paraíso Relax (Casa de masajes) (director: Emilio G. Boretta), duración: 98 min.
- 1995: Rey muerto (director: Lucrecia Martel), duración: 12 min.
- 2006: El Gauchito Gil, la sangre inocente (directores: Ricardo Bacher y Tomás Larrinaga), duración 97 min.
- 2007: ¿De quién es el portaligas? (Director: Fito Páez), duración 107 min.

## Videos
- 1988: Corona y sus mujeres
- 1990: Los grandes de la bailanta (director: José Luis Nanni).
- 1992: Las reinas de la bailanta (director: José Luis Nanni), duración: 60 min.

## Teatro
- 1978: Los reyes en Tabarís - Teatro Tabarís, con Adolfo Stray, Dringue Farías, Alfredo Barbieri, Adriana Aguirre, Vicente Rubino, Hellen Grant y Rodolfo Zapata.
- 1978: Zulma en Tabarís - Teatro Tabarís, con Zulma Faiad, Alfredo Barbieri, Osvaldo Pacheco, Carlos Scazziotta y Camila Perissé.
- 1980: Masaje, sauna y revista, junto a José Marrone.
- 2014: Celebrity Humor - Teatro La Campana junto a Tota Santillán, Leandro Villar, Fernando García, Carlos Cianferoni, Tamara Gala, Vanesa Squillaci, Emiliano Boscatto, Cristian El Magioso y Natalia Boolls, .

## Premios y nominaciones

### Premios Carlos Gardel
| Año  | Categoría                             | Trabajo           | Resultado | Ref.  |
| ---- | ------------------------------------- | ----------------- | --------- | ----- |
| 2001 | Mejor artista femenina tropical       | Amor a medianoche | Nominada  | [ 4 ] |
| 2007 | Mejor álbum artista femenina tropical | Pura sabrosura!   | Nominada  | [ 5 ] |

### Premios Clave de Sol
| Año  | Categoría              | Trabajo    | Resultado | Ref.  |
| ---- | ---------------------- | ---------- | --------- | ----- |
| 2000 | Mejor solista feminina | Ella misma | Ganadora  | [ 6 ] |